# Tioga (Nowy Jork)
Tioga – miasto w Stanach Zjednoczonych, w stanie Nowy Jork, w hrabstwie Tioga.